# 策勒 (德国)
策勒（德語：Celle，發音：[ˈtsɛlə] ⓘ）是德国下萨克森州策勒县的城市，也是策勒县的县治，位于阿勒尔河畔，面积176.02平方千米，2023年12月31日人口为70,293人。
1973年1月1日之前，策勒曾是一座非县辖城市，之后并入策勒县。

## 友好城市

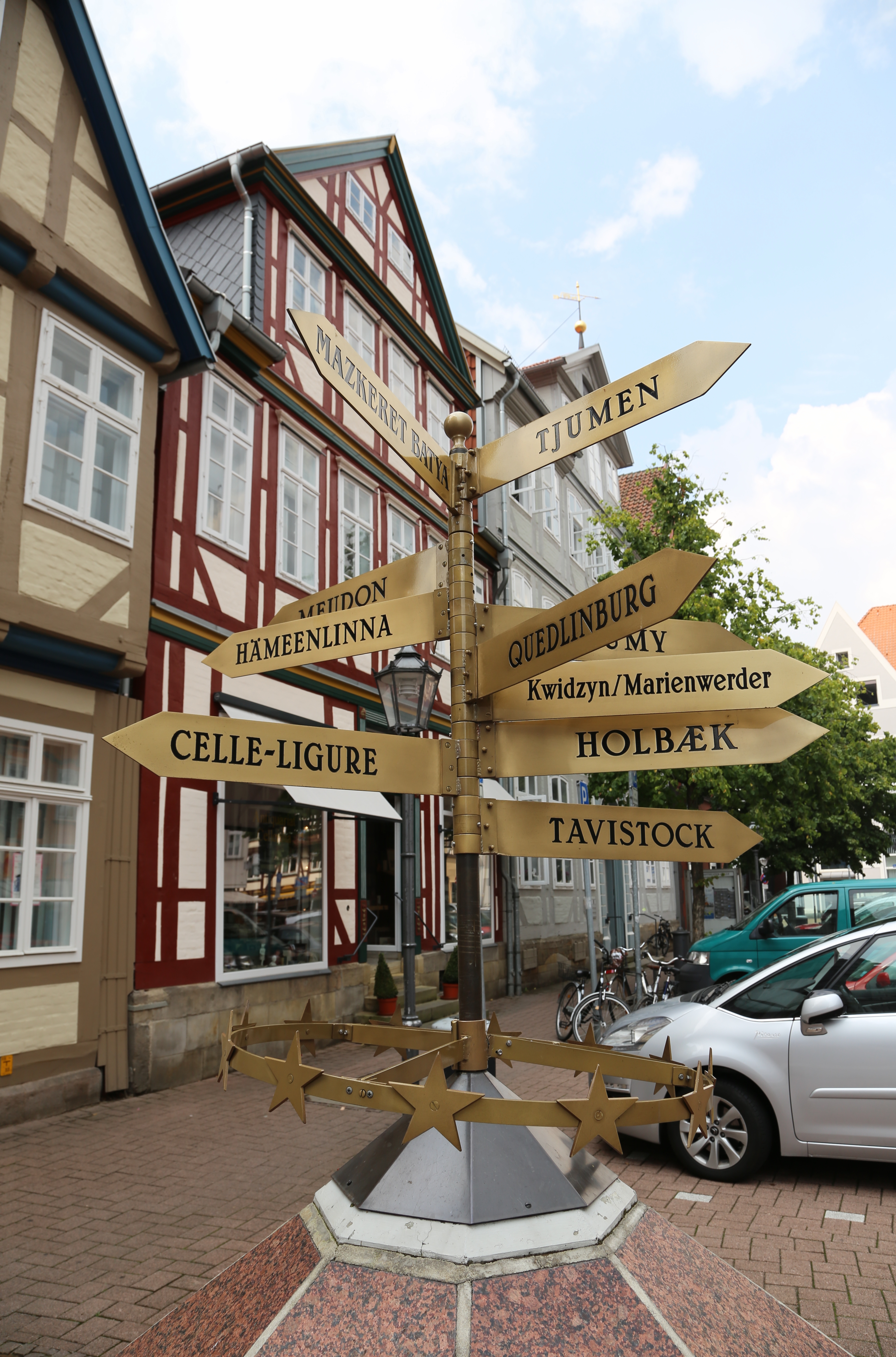
策勒友好城市指示牌

策勒与以下城市结为友好城市：
- 義大利 切莱利古雷
- 芬兰 海门林纳
- 丹麦 霍爾拜克市鎮
- 波蘭 克维曾
- 法國 默东
- 以色列 马兹凯雷特巴特亚（英语：Mazkeret Batya）
- 乌克兰 苏梅
- 英格兰 塔維斯托克
- 美国 塔爾薩
- 俄羅斯 秋明